# 한국마필산업협회
한국말산업협회는 말산업의 유기적인 관계 형성 및 승마문화보급 관련 산업의 발전을 도모함으로써 말산업 진흥과 도농교류 활성화 및 국민의 레저생활에 이바지할 목적으로 2007년 12월 31일 설립된 대한민국 농림축산식품부 소관의 사단법인이다. 사무실은 경기도 안성시 서운면 오촌길 97-78에 있다.

## 주요 사업
- RFID마필인증 사업
- 마필관리사 인력 양성시스템 구축(자격증제도신설)
- 말산업 발전 세미나 개최
- 공동구매 사업
- 단체손해배상보험 가입
- 국산조사료 개발 및 공급사업